# Al-Shabab

Organisationens statsflagga

Harakat al-Shabab al-Mujahidin (arabiska حركة الشباب المجاهدين ), vanligen endast al-Shabab (somaliska: al-Shabaab; arabiska: الشباب, ash-Shabāb, ”ungdomen”), är en militant islamistisk organisation, som före 2007 var en ungdomsgren av den somaliska islamiströrelsen Islamiska domstolarnas högsta råd. Sedan början av 2012 är den erkänd som en del av Al-Qaida.
Al-Shababs främsta mål var enligt Göteborgs tingsrätt att "driva bort de (numera tillbakadragna) etiopiska styrkorna från Somalia". Tingsrätten menar också att organisationen har "stöd hos stora delar av den somaliska befolkningen" samt att organisationen är att betrakta som islamistisk terrororganisation.
Organisationen kontrollerar i dagsläget stora delar av Somalias territorium. Al-Shabab är klassad som en terrororganisation av bland andra Göteborgs tingsrätt, USA:s utrikesdepartement, samt av Kanada, Australien och Storbritannien liksom av flera västerländska säkerhetstjänster, däribland den norska och svenska. FN, EU och flertalet av världens länder, räknar inte Al-Shabab som terroristorganisation.

## Historia
Organisationen bildades i augusti 2006 av en utbrytargrupp ur de Islamiska domstolarna i Mogadishu, och bestod ursprungligen av ungdomar i åldern 20 till 30 år som stridit vid fronten i kriget 2006. Organisationen leddes av Aden Hashi Ayrow, som enligt USA hade tränats av al-Qaida i Afghanistan. Han dödades dock av amerikanskt bombflyg i maj 2008. Sedan 2009 heter ledaren Moktar Ali Zubeyr. Enligt al-Jazira är Al-Shabab idag en välorganiserad hierarkiskt uppbyggd organisation.

## Mål och tillvägagångssätt

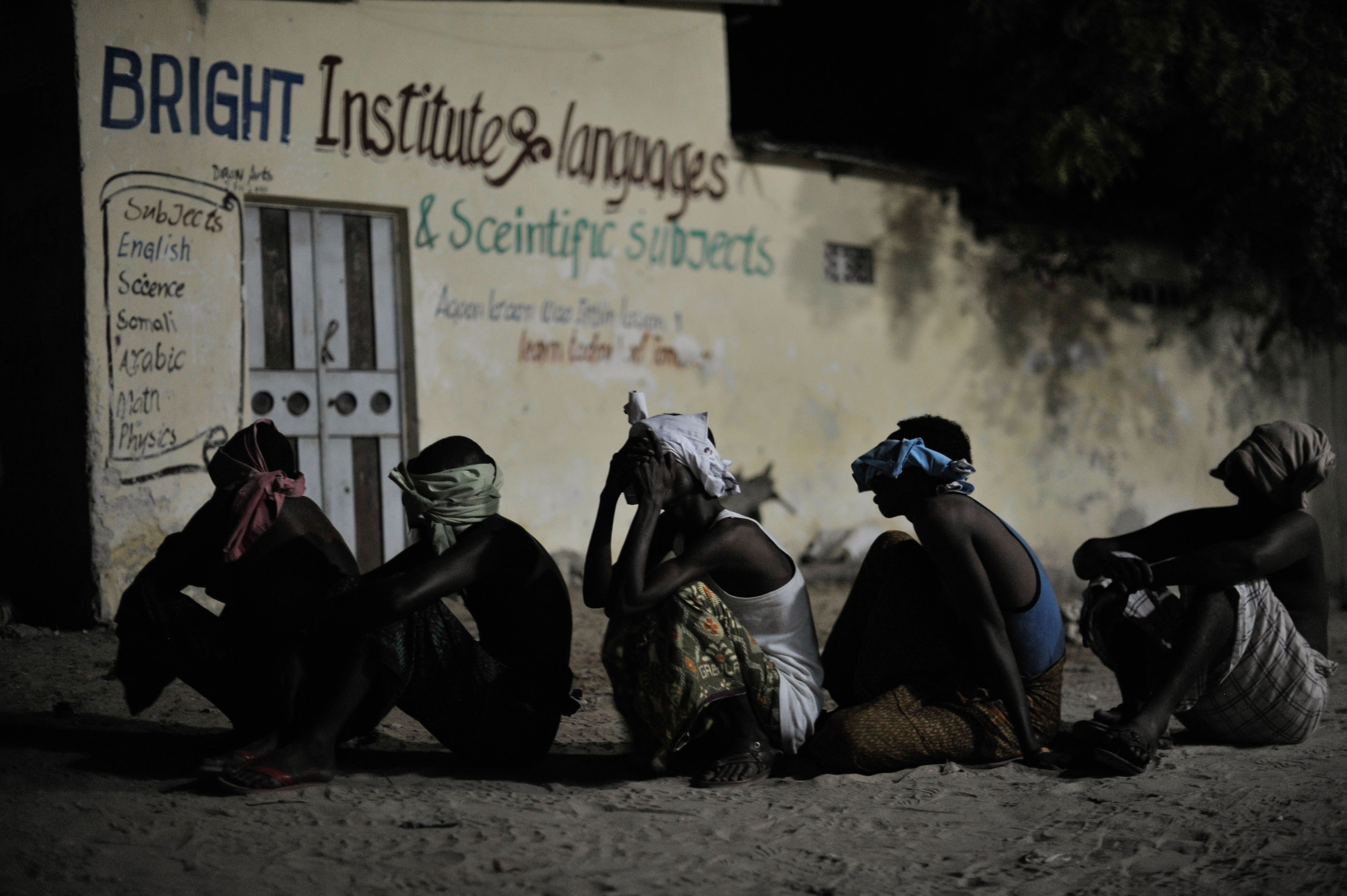
Misstänkta al-Shabaab-terrorister i Mogadishu under en gemensam operation mellan somalisk militär och AMISOM i maj 2014.

Al-Shababs främsta mål är att driva bort de etiopiska soldaterna som finns i Somalia, vilka stödjer landets tillfälliga regering. De vill även införa ett styre i Somalia baserat på stränga tolkningar av sharialagar. Organisationens tillvägagångssätt handlar uteslutande om diverse våldshandlingar, som bland annat sägs utföras av extrema islamister med utbildning i bland annat Afghanistan. Organisationen har trots sin våldsamhet starkt stöd bland den somaliska befolkningen. Även av utvandrande somalier i väst är stödet stort, främst på grund av ogillandet av de etiopiska trupperna som finns i landet. Flera somaliska organisationer har dock tagit avstånd från dem, bland annat Somaliska riksförbundet i Sverige.
USA:s utrikesdepartement, som uppförde al-Shabab på sin lista över terrororganisationer den 29 februari 2008, beskriver organisationen som "en våldsam och brutal extremistgrupp med flera medlemmar anknutna till al-Qaida". Enligt den svenska säkerhetspolisen har al-Shabab tagit på sig flera attentat riktade mot civila och mot personer i den somaliska övergångsregeringen.
I januari 2010 tvingades Världslivsmedelsprogrammet att sluta dela ut mat i södra Somalia, på grund av Al-Shabaabs allt för hårda krav. De hade bland annat förbjudits att verka för demokrati eller kvinnors rättigheter samt att fira högtider som jul, internationella kvinnodagen eller världsaidsdagen. De tvingades även betala 20 000 dollar till al-Shabab två gånger om året. I augusti 2010 förbjöd Al-Shabab tre utländska biståndsorganisationer, däribland svenska Diakonia eftersom de ansågs sprida kristen propaganda.
2 april 2015 attackerade organisationen en högskola i Garissa i Kenya. Minst 147 personer dödades.

## Kopplingar utanför Somalia
Al-Shabab tros flera gånger blivit föresedda med vapen från islamistiska grupper i andra länder, bland annat Jemen. Organisationen tros även delvis finansieras från väst. I april 2008 hävdade Etiopiens Sverigeambassadör att en stor del av Al-Shababs verksamhet finansieras från Norden. Ungdomar med somalisk bakgrund, bosatta i Sverige, har även rekryterats för att delta i striderna på plats. Rekryteringen ska ha skett på en fritidsgård i Rinkeby och i Bellevuemoskén.
I början av 2008 greps utlandssomalier i Sverige och Norge, misstänkta för att ha finansierat terrorverksamhet i Somalia. Samtliga friades dock från misstankar och i september 2008 beslutades att inget åtal kommer skulle väckas.
11 juli 2010 genomförde Al-Shabab en självmordsattack mot en restaurang och en rugbyklubb i Ugandas huvudstad Kampala. 76 personer miste livet och attacken var Al-Shababs första utanför Somalia. Nätverket krävde samtidigt att Uganda omedelbart skulle ta hem sina soldater som deltar i Afrikanska Unionens FN-stödda fredsbevarande styrkor i Somalia.

### Sverige och Göteborg
I oktober 2010 ställdes Billé Ilias Mohamed och Mohamoud Jama med påstådda kopplingar till Al-Shabab inför rätta i Göteborgs tingsrätt för förberedelse till självmordsattack i Somalia. De båda dömdes 8 december samma år till fyra års fängelse för stämpling till terrorbrott. De ska enligt rätten ha varit redo att begå självmordsattentat för Al-Shababs räkning. I mars 2011 friades männen av en enig hovrätt. Billé Ilias Mohamed kom att ansluta sig till IS och dog i en flygattack 2017.
Sheik Abdelkadir Mumin, en religiös ledare i Göteborg som bodde i Angered, svor trohet till al-Shabab. Säkerhetspolisen bedömde år 2012 att ett 30-tal personer som fått vapenträning hos al-Shabab bodde i Sverige.

### Danmark
I mars 2013 dömdes två bröder av somaliskt ursprung hemmahörande i Århus för terroristverksamhet. Den äldre befanns skyldig till att ha deltagit i utbildning vid ett av Al-Shababs läger i Somalia och den yngre till medhjälp och uppmuntran till sin bror. Detta markerar första gången då lagar som förbjuder träning till terrorverksamhet tillämpas i Danmark.